# 치료행동 캠페인

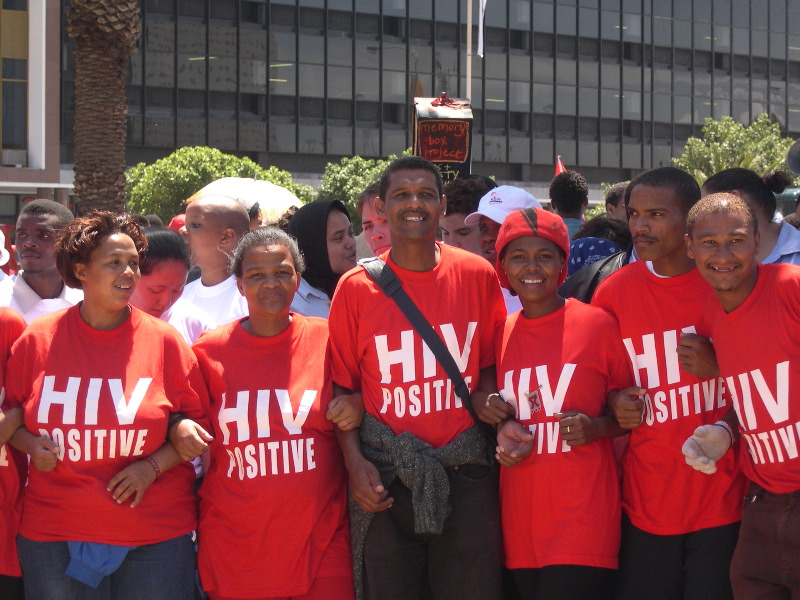
2003년 2월 치료 행동 캠페인의 행진 사진

치료행동 캠페인(Treatment Action Campaign, TAC)은 남아프리카 공화국의 후천면역결핍증후군 활동 단체로, 1998년 HIV에 감염되었던 자키 아흐마트가 설립했다. 이 단체는 설립자의 경험, 직접행동, 아파르트헤이트에 바탕을 두고 있으며, 이 캠페인은 항레트로바이러스 약제를 남아프리카 공화국에 보급하라고 강요했고 타보 음베키 전 남아프리카 공화국의 대통령이 마지못해 항레트로바이러스 약제를 남아프리카 공화국에 보급한 것으로 잘 알려져 있다.

## 같이 보기
- HIV/AIDS 부인주의